# Ian Valz
Ian Michael Valz (ur. 28 sierpnia 1957 w Georgetown, zm. 28 kwietnia 2010 w Sint Maarten) – gujański dramatopisarz, reżyser teatralny i aktor.

## Życiorys
Ian Valz uczył się w St. Mary's Primary i St. Stanislaus College w Georgetown a następnie zdobył dyplom Public Health Diploma na Uniwersytecie w Gujanie. Uczęszczał także na studia teatralne do Theatre Guild. Od 1982 do 1984 roku pełnił funkcję dyrektora sportu i kultury w radzie miasta Georgetown. W latach 80. XX w. miał duży wpływ w rozwój teatru w Gujanie. 
W 1984 roku przeniósł się do Sint Maarten. W latach 1985–1995 był dyrektorem teatralnym w Cultural Centre St Maarten. Od 1994 roku do śmierci był dyrektorem artystycznym St Maarten Independent Theatre Foundation. Wystawiał sztuki teatralne, organizował warsztaty teatralne i wykłady w St. Martin i Gujanie. Był autorem popularnego słuchowiska radiowego House of Pressure, które również było wystawiane jako sztuka teatralna w Narodowym Centrum Kultury.  
W 1988 roku wydawnictwo House of Nehesi wydało jego pierwszą książkę Masquerade zawierająca trzyaktową sztukę. Dramat został nominowany w 1990 roku do nagrody literackiej Guyana's Literary Prize. Reżyser teatralny, Ron Robinson wraz z międzynarodowym zespołem, wystawił ją na Barbadosie, Antigui oraz Saint Kitts i Nevis. Sztuki Valza wystawiane były także na Saint Lucia, Trynidadzie i na Jamajce. 
W 2000 roku jego biografia została umieszczona w książce St. Martin Massive! a Snapshot of Popular Artists, wydanej przez wydawnictwo House of Nehesi, jako jeden z 20 największych artystów narodowych na przełomie wieków. W 2003 roku był wykładowcą dramatu w HNP Creative Writing Course. 
W 2006 roku otrzymał z rąk królowej Niderlandów Beatrycze Order Oranje-Nassau nadający mu tytuł szlachecki. W tym samym roku miał premierę pełnometrażowy film fabularny The Panman: Rhythm of the Palms na podstawie jego scenariusza. Otrzymał za niego nagrodę jury podczas Hollywood Black Film Festival w 2008 roku a Bart Westerlaken za ścieżkę dźwiękową na Brooklyn International Film Festival, w tym samym roku. Od tamtej pory film był specjalnym punktem programu nocnych pokazów filmowych Collectivity of St. Martin’s. Wyreżyserował ponad 60 sztuk i zagrał w około 30 z nich. 
28 kwietnia 2010 roku zmarł na raka w Centrum Medycznym St. Maarten.

## Życie prywatne
Ian Valz był żonaty z Patricią Atmodimedjo.

## Nagrody i wyróżnienia
- Order Oranje-Nassau, 2006
- Hollywood Black Film Festival, 2008
  - Jury Award - Best Narrative Feature Film za film The Panman: Rhythm of the Palms (2007)

## Wybrane dzieła
- Two’s a Crowd, 1982
- Room to Let, 1982)
- Masquerade, 1985
- A Passage to the Sun, 1988
- Virgin In Black, 1989
- Rhythm of the Palms, 1990
- Separate Status, 1997
- The Peacock Dance, 2001
- The Peacock Dance 2, 2002
- Breaking All the Rules, 2003
- Antillean House, 2004
- Breakfast@Oranje, 2006
- Borderline, 2007
- Chiware’s Revenge, 2007
- The Plantation, 2008

## Filmografia

### Aktor
- 1993: Trade Winds (miniserial TV)[12]
- 2007: The Panman: Rhythm of the Palms[13]

### Scenariusz
- 2007: The Panman: Rhythm of the Palms[13]